# Hrvatsko narodno kazalište Ivana pl. Zajca u Rijeci
HNK Ivana pl. Zajca – Teatro nazionale croato Ivan de Zajc Fiume je današnje ime kazališta u Rijeci koji je kroz burnu povijest grada od 1885. sedam puta mijenjao ime. U njemu djeluje Hrvatska drama, Talijanska drama / Dramma italiano, Opera sa simfonijskim orkestrom i Balet.

## Povijest

### Kazališni život u Rijeci prije izgradnje zgrade
Od vremena kad se grad zvao Rijeka sv. Vida odvijalo se tu srednjovjekovno kazalište i izvodile su se liturgijske i poluliturgijske igre. Prvo kazališno zdanje u Rijeci bila je obična drvena baraka namijenjena kartanju, maskiranim plesovima te tek tu i tamo kojoj komediji bez veće umjetničke vrijednosti. Kartašnica i pozornica bile su u ono doba jedan te isti pojam. Isusovački red uveo je školsko kazalište, a u zgradi bivše Gimnazije otvara se i prvi kazališni prostor te istovremeno djeluje i pučki teatar. Prva zidana kazališna zgrada u Rijeci, namjenski građena za kazalište, niče u drugoj polovici 18. stoljeća, 1765. godine nazvana Bonovo kazalište.

No krajem 18. stoljeća započinje gradnja novoga kazališta Adamićevo kazalište (Teatro Adamich) kojega 1805. otvara ugledni riječki građanin i trgovac Andrija Ljudevit Adamić, organizira se staIni gradski orkestar s 13 glazbenika koji vodi skladatelj Ivan Zajc. Rijeku posjećuju putujuće talijanske i manje, njemačke operne i dramske družine, grade se i ljetna kazališta. Adamićevo kazalište postaje 1845. godine gradsko, a srušeno je 78 godina kasnije, radi činjenice da je osamdesetih godina 19. stoljeća nekoliko europskih kazališnih kuća zadesio požar, te su se u svim gradovima Monarhije počele poduzimati sigurnosne mjere opreza, a Teatar Adamich nije zadovoljavao potrebne uvjete za normalan rad, riječko municipalno vijeće odlučilo je da se postojeće kazalište sruši i da se od postojećeg kamena i građevnog materijala gradi nova, sigurnija i čvršća zgrada koja će odgovarati srednjoeuropskim standardima. 
Kada je 1883. godine riječka gradska uprava, na čelu sa slavnim gradonačelnikom Giovannijem Ciottom, unukom još slavnijega Ljudevita Adamića, donijela odluku da se podigne nova velebna kazališna zgrada na Rječini, zasigurno je bila svjesna čina koji se mjeri stoljećima unaprijed. Odlučeno je da se kazalište gradi na tadašnjem prostranom trgu Ürmeny, a projekt je naručen u Beču, u specijaliziranom ateljeu za kazališta, kod arhitekata Hermana Gottlieba Helmera i Ferdinanda Fellnera. Sve su hrvatske glavne kazališne kuće izgrađene još u drugoj polovici 19. stoljeća, a među njima je ona u Rijeci treća – iza Osijeka (1865.) i Varaždina (1873.), a prije Splita (1893.) i Zagreba (1895.).

### Općinsko kazalište (Teatro Comunale)
Nakon dugotrajnih priprema, nakon dvogodišnje gradnje i nestrpljiva iščekivanja konačno je osvanuo 3. listopada 1885., dan otvorenja novoga Općinskog kazališta (Teatro Comunale). Za taj su svečani trenutak pomno pripremane i dvije velike opere, još neizvođene u gradu Rijeci: bile su to raskošno opremljene Verdijeva Aida i Ponchiellijeva Gioconda. Toga su dana prvi posjetitelji, brojni gosti i uzvanici mogli uživati u impozantnom kazališnom zdanju, remek djelu arhitekture svoga doba koje im se predstavilo u svoj svojoj ljepoti i veličini, čije je figuralne plastike i ornamentalne radove izradio poznati venecijanski kipar August Benvenuti a stropne slike slikar Franz Matsch u suradnji s još poznatijom braćom Gustavom i Ernestom Klimtom, operama kojima je ravnao maestro Gaetano Cimini, gdje su zabljesnula već znana i omiljena pjevačka imena – Medea Borelli, Clotilde Sartori i Mary Guttemberg, no i u pravom tehnološkom čudu svoga vremena: prvoj električnoj žarulji i prvom telefonu u gradu postavljenima upravo u teatru!
Riječka je publika oduvijek voljela kazalište i s nestrpljenjem priželjkivala nova gostovanja omiljenih opernih i komičnih družina iz Milana, Venecije i drugih kazališnih središta. Riječku su Thaliu tako od njenih najranijih dana pohodila brojna slavna imena kazališne umjetnosti poput tada mladog, ali već proslavljenog skladatelja Giacoma Puccinija i Pietra Mascagnija koji je dirigirao svojom operom Il piccolo Marat, zatim rođene Riječanke, velike glumice Irme Gramatice. Godine 1898. gostovao je i najslavniji tenor svoga doba Enrico Caruso, a 1941. nastupio je i slavni Beniamino Gigli. Bile su tu i brojne glumačke zvijezde među kojima je svakako najzampamćenija ostala velika tragetkinja Sarah Bernhardt koja je 1899. gostovala sa svojom družinom u Dumasovoj Dami s kamelijama. 

### Burni dani u Teatru stagione
Kazališna je uprava bila vrlo kritična prema gostujućim družinama, nakon svake sezone pisao se precizan osvrt. Ni kazališna publika nije zaostajala u izražavanju stava, bilo je slučajeva da se glasno protestira protiv predstava, pojedinih glumaca ili o opernih solista. Godine 1913. ime kazališta je promijenjeno u Teatro comunale "Giuseppe Verdi" (Općinsko kazalište "G.Verdi") prema najvećem talijanskom opernom skladatelju što je i bio logičan izbor, jer je od samog začetka djelovanja kazališta njegova osnovna namjena bila, predstave se i dalje izvode na talijanskom jeziku. To je kasnije potvrdio afinitet riječke publike,prije svega operni teatar. Tada je najviše izvedeno Verdijevih opera, jer je publika bila luda za njegovim operama, a njegove su se arije sutradan nakon izvedbe pjevale na ulici, u tvornici i luci. Prije Drugog svjetskog rata kazalište je modernizirano, odstranjene su bočne lože iz partera da bi se dobilo više mjesta, modernizirana je oprema na pozornici i stolci presvučeni novim tamno crvenim baršunom te popravljano krovište. No, simptomatična je, a povijesno-političkim okolnostima uvjetovana činjenica, da hrvatska riječ ni hrvatski kazališni umjetnici nisu imali pristupa teatru, i to sve do potkraj 1945.

### Osnivanje  Narodnog kazališta
Dan nakon oslobođenja Rijeke od njemačkih nacističkih trupa, 4. svibnja 1945., Narodni odbor Sušaka zadužuje "druga Dr. Rošića Đura... da sa ostalim drugovima iz Primorske kazališne družine (Popović, Cunt, Ružić) preuzme Verdievo kazalište na Rijeci". Bombardiranjem teško oštećena zgrada u nekoliko je dana "uređena" toliko da već 10. svibnja 1945. građani Rijeke prisustvuju prvoj svečanoj priredbi.
Po uzoru na slične stalne nacionalne domaće i inozemne kazališne institucije, dakle za razliku od dotadašnjeg "teatra stagione", odlukom Prosvjetnog odjela Oblasnoga N.O.O za Istru i Gradskog N.O. za Rijeku osnovano je 4. siječnja 1946. Narodno kazalište sa sjedištem u Rijeci s Hrvaskom i Talijanskom dramom, te Operom i Baletom.
Krajem svibnja 1946. imenovana je prva stalna uprava kazališta: Dr. Đuro Rošić (intendant), Ferdinand Pornykalo (glavni tajnik), Riccardo Moresco (zamjenik intendanta), Boris Papandopulo (direktor Opere), dr. Marko Fotez (direktor Hrvatske drame), Tullio Fonda (direktor Talijanske drame), Josip Pomykalo (tajnik Opere), Osvaldo Ramous (tajnik Talijanske drame).

#### Prve predstave
Ubrzo je slijedio još jedan povijesni datum za Kazalište, a to je da se po prvi put na njegovoj sceni, 20. listopada 1946. igrala predstava na hrvatskome jeziku! Bila je to Dubravka Ivana Gundulića, u režiji dr. Matka Foteza i s Marijom Crnobori u ulozi Dubravke. Uskoro je uslijedila i prva predstava Opere i baleta – Zajčev Nikola Šubić Zrinjski, kojom je 2. studenoga 1946. ravnao Boris Papandopulo, a naslovnu ulogu pjevao Milan Pichler. Prva predstava Talijanske drame – Goldonijev Il burbero benefico, izvedena je 26. studenog 1946.

### Novo ime
Godine 1953. kazalište dobiva novo ime prema još jednome skladatelju, no ovoga puta najvećem hrvatskome, još uz to i slavnome sugrađaninu – Ivanu Zajcu koji je još 1857. na riječkoj opernoj sceni ravnao Verdijevim Nabuccom i postavio na nju više novih Verdijevih djela, a 1860. napokon postavio i vlastitu operu Ameliju, dočekanu s burnim oduševljenjem sugrađana, koji su slavili i djelo i mladoga maestra.

### Velika obnova 1970-ih
Prvim danom 1970. godine Narodno kazalište Ivana Zajca zatvara zgradu za publiku i priredbe da bi otpočela desetljeće duga restauracija i obnova kazališta. I građani Rijeke samodoprinosom financiraju radove koji traju punih 12 godina. Zgrada kazališta je generalno obnovljena, kako izvana tako i u unutrašnjosti, podij orkestra podijeljen je u više segmenata koji su se pomoću pneumatike mogli postavljati u više položaja, izgrađena je okratna scena promjera devet metara, postavljeni rasvjetni portali, portal uz zastor i tri mosta. Montiran su elektroakustični uređaji za zvučne efekte, uvedeno računalno upravljanje scenskom rasvjetom kao i interfonske veze za pozive glumcima. Tamnocrvena boja sjedala zamijenjena je tamnosmeđom.
Od 1991. Kazalište dobiva status nacionalnog kazališta, a 1994. godine svoj današnji naziv – Hrvatsko narodno kazalište Ivana pl. Zajca. Od povijesne 1946. pa do danas, sa svoje četiri umjetničke grane (Hrvatska drama, Talijanska Drama / Dramma italiano, Opera sa simfonijskom djelatnošću i Balet) i više od 50 godina njihova kontinuirana djelovanja, svojom kvalitetom izvedbi riječki je HNK uspio postaviti visoke kazališne i umjetničke kriterije i izboriti se za zasluženo mjesto jednog od kvalitetom vodećih kazališta u Hrvatskoj. Istovremeno, njegov se repertoar odlikuje danas već pomno promišljenom prepoznatljivošću u kojem se uvijek izvodi svježe čitana dramska, operna i baletna klasika ili djela hrvatske dramske i operne baštine, a praizvode se nacionalna djela, posebice suvremena.

## Intendanti kroz povijest
Kazalište je od 1946. godine do danas imalo 17 intendanta i 4 vršitelja dužnosti intendanta, dok 1987. do 1988. Privremeno kolegijalni organ (PKO) kojeg čine Karlo Merle, Slavko Gržinić i Mladen Medić.
Trenutni intendant je Marin Blažević koji je 2016. godine imenovan za intendanta riječkog HNK za period od četiri godine, počevši od 1. siječnja 2017. godine. Njegov drugi intendantski mandat u HNK Ivana pl. Zajca počeo je 1. siječnja 2021. a traje do kraja 2024.
1. Đuro Rošić (4. siječnja 1946. – 25. kolovoza 1947.)
2. Mirko Perković (26. kolovoza 1947. – 31. srpnja 1948.)
3. Ivo Žic-Klačić (1. listopada 1948. – 31. srpnja 1949.)
4. Nikola Bačić (1. kolovoza 1949. – 31. siječnja 1951.)
5. Đuro Rošić (1. veljače 1951. – 9. listopada 1952.)
6. Ferdo Delak (10. listopada 1952. – 28. travnja 1954.)
7. Drago Gervais (29. travnja 1954. – 1. srpnja 1957.)
8. Osvaldo Ramous kao vršitelj dužnosti intendanta (2. srpnja 1957. – 31. prosinca 1957.)
9. Vlado Olujić (1. siječnja 1958. – 32. kolovoza 1967.)
10. Đorđe Bogdanović (1. rujna 1967. – 31. prosinca 1968.)
11. Dorian Sokolić (1. siječnja 1969. – 31. svibnja 1980.)
12. Danilo Maričić (1. lipnja 1980. – 30. rujna 1985.)
13. Zvonimir Fabijanić (1. listopada 1985. – 30. lipnja 1987.)
14. Karlo Merle, Slavko Gržinić i Mladen Medić kao PKO Privremeni kolegijalni organ (1. srpnja 1987. – 30. lipnja 1988.)
15. Drago Crnčević (1. kolovoza 1988. – 31. prosinca 1991.)
16. Drago Crnčević kao vršitelj dužnosti intendanta (1. siječnja 1992. – 31. lipnja 1993.)
17. Mladen Medić (1. srpnja 1993. – 31. svibnja 1994.)
18. Darko Gašparović (1. lipnja 1994. – 31. siječnja 1998.)
19. Bojan Šober kao vršitelj dužnosti intendanta (1. veljače 1998. – 31. svibnja 1999.)
20. Srećko Šestan (1. lipnja 1999. – 31. ožujka 2003.)
21. Mani Gotovac (1. travnja 2003. – 31. ožujka 2007.)
22. Nada Matošević (31. ožujka 2007. – 31. kolovoza 2014.)
23. Oliver Frljić (1. rujna 2014. – 30. srpnja 2016.)
24. Marin Blažević kao vršitelj dužnosti intendanta (1. lipnja 2016. – 1. siječnja 2017.)
25. Marin Blažević (2. siječnja 2017. – 31. prosinca 2024.)
26. Dubravka Vrgoč (2. siječnja 2025. – danas)

## Nagrade

### Nagrade koje dodjeljuje kazalište
- Nagrada Raniero Brumini
- Nagrada Zlata Nikolić
- Nagrada Đuro Rošić
- Nagrada Giulio Marini
- Nagrada Gianna Depoli

### Osvojene nagrade
- Nagrada Vladimir Nazor za glazbu (1968.)
- Nagrada Vladimir Nazor za glazbu (1996.)

## Vanjske poveznice

### Sestrinski projekti
|  | Zajednički poslužitelj ima još gradiva o temi Hrvatsko narodno kazalište Ivana pl. Zajca u Rijeci |

### Mrežna sjedišta
- Službena web-stranica